# 李志恆

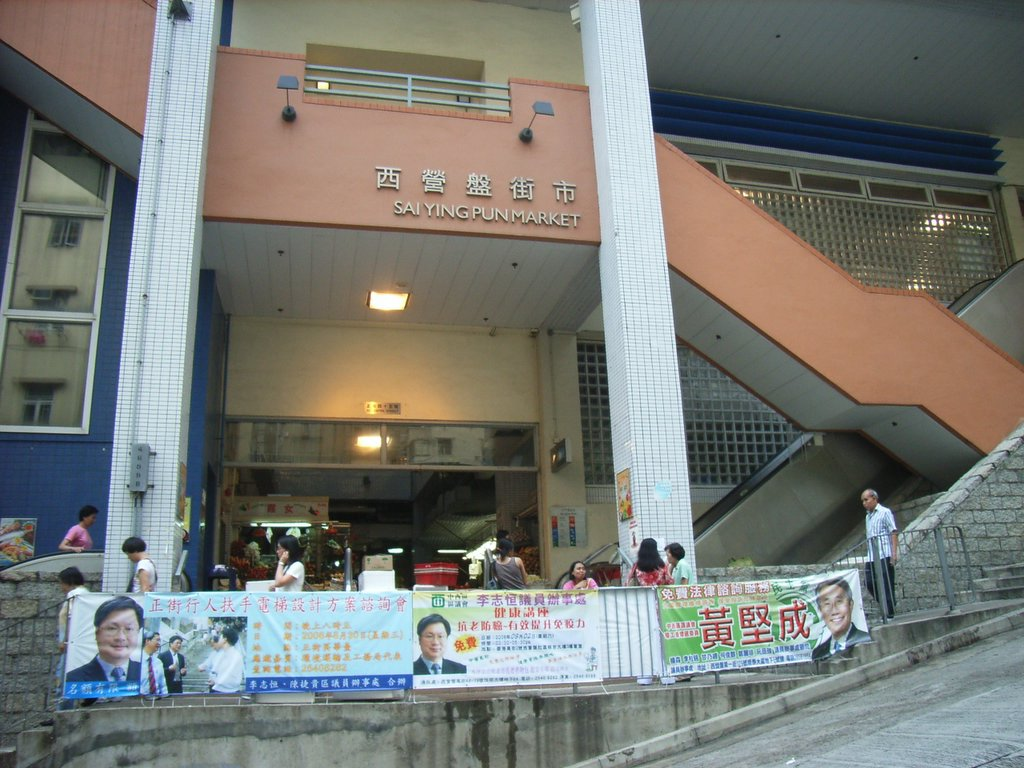
李志恒在2006年的競選橫額

李志恒，MH（1964年—），香港事務律師及建制派政治人物，香港島各界聯合會成員，曾擔任警務人員及香港中西區區議會正街選區議員，現任中西區區議會地區委員會界別議員。

## 生平
李志恒1982年畢業於保良局第一張永慶中學，1986年畢業於香港中文大學（聯合書院）市場學系（MKT）。在華潤零售集團和吉之島當高層合共10多年後，在1997年取得律師執業資格。
李志恒是正街居民，是聖類斯中學校董、正荊社名譽會長、3-3-4 新學制關注組主席、中西區發展動力執行委員暨義務法律顧問、香港紅十字會港島耆英團執行委員，亦是香港中西區區議會的交通及運輸委員會增選委員及四名區議員的法律顧問。
李志恒透過參與2006年6月11日的中西區正街補選加入政壇，然後在2007年區議會選舉中成功連任。2011年香港區議會選舉及2015年香港區議會選舉再次成功連任，惟於2019年敗於捲土重來的民主黨張啟昕。

## 爭議
2014年3月6日中西區區議會轄下公民教工作小組舉行的會議中，審議如何撥出25萬元公帑，推動政改宣傳工作期間，身為小組主席的李志恒，強行禁止記者旁聽撥款過程，有建制派議員通知警方要求把他們抬離場，最後記者被保安驅逐離場，與會的民主黨區議員許智峰更被警員強行抬離會議室。事件引發大量爭議，警察及建制派被指無法無天。

## 外部連結
- 雅虎新聞：中西區會補選 李志恒勝出[]
- 李志恒區議員網站 （页面存档备份，存于）
- 李志恒 （页面存档备份，存于）Facebook專頁

| 前任： 梁耀祖 | 中西區區議員正街 (選區) 2006年—2019年 | 繼任： 張啟昕 |